# NGC 7586
NGC 7586 (другие обозначения — PGC 1349697, NPM1G +08.0552) — линзообразная галактика (S0) в созвездии Пегас.
Этот объект входит в число перечисленных в оригинальной редакции «Нового общего каталога».